# Arondismentul Avignon
Arondismentul Avignon (în franceză Arrondissement d'Avignon) este un arondisment din departamentul Vaucluse, regiunea Provence-Alpes-Côte d'Azur, Franța.

## Subdiviziuni

### Cantoane
- Cantonul Avignon-Est
- Cantonul Avignon-Nord
- Cantonul Avignon-Ouest
- Cantonul Avignon-Sud
- Cantonul Bédarrides
- Cantonul Bollène
- Cantonul L'Isle-sur-la-Sorgue
- Cantonul Orange-Est
- Cantonul Orange-Ouest
- Cantonul Valréas

### Comune
| 1. Avignon (84007)           | 2. Bollène (84019)                     | 3. Bédarrides (84016)                | 4. Cabrières-d'Avignon (84025)   |
| 5. Caderousse (84027)        | 6. Camaret-sur-Aigues (84029)          | 7. Châteauneuf-de-Gadagne (84036)    | 8. Châteauneuf-du-Pape (84037)   |
| 9. Courthézon (84039)        | 10. Fontaine-de-Vaucluse (84139)       | 11. Grillon (84053)                  | 12. L'Isle-sur-la-Sorgue (84054) |
| 13. Jonquerettes (84055)     | 14. Jonquières (84056)                 | 15. Lagarde-Paréol (84061)           | 16. Lagnes (84062)               |
| 17. Lamotte-du-Rhône (84063) | 18. Lapalud (84064)                    | 19. Mondragon (84078)                | 20. Morières-lès-Avignon (84081) |
| 21. Mornas (84083)           | 22. Orange (84087)                     | 23. Piolenc (84091)                  | 24. Le Pontet (84092)            |
| 25. Richerenches (84097)     | 26. Saint-Saturnin-lès-Avignon (84119) | 27. Sainte-Cécile-les-Vignes (84106) | 28. Saumane-de-Vaucluse (84124)  |
| 29. Sorgues (84129)          | 30. Sérignan-du-Comtat (84127)         | 31. Le Thor (84132)                  | 32. Travaillan (84134)           |
| 33. Uchaux (84135)           | 34. Valréas (84138)                    | 35. Vedène (84141)                   | 36. Violès (84149)               |
| 37. Visan (84150)            |                                        |                                      |                                  |

Format:Arondismente din Avignon, Vaucluse